# Tiszta elmebaj!
A Tiszta elmebaj! (Asylum) az Odaát című televíziós sorozat első évadának tizedik epizódja.

## Cselekmény
Dean és Sam egy sms-t kapnak apjuk, melyben koordináták állnak. Azokat követve, az Illinois állambeli Rockford városába jutnak, ahol néhány hete egy Walter Kelly nevű rendőrről szóltak a hírek; a férfi ugyanis egy éjjel agyonlőtte feleségét, majd magával is végzett. A fivérek utánajárnak az ügynek, és megtudják, hogy Walter aznap este a szolgálat során társával a már rég bezárt Roosevelt elmegyógyintézetbe ment, ahonnan néhány kalandvágyó fiatalt kellett kikergetniük. Az épületről az a legenda járja, hogy aki éjszaka betér oda, reggelre teljesen megőrül. Samnek sikerül beszélnie Walter egykori társával, illetve a Roosevelt volt főorvosának fiával, dr. James Ellicott-tal, így megtudja, hogy 1964-ben az elmegyógyintézet déli szárnyában az ápoltak fellázadtak, mely több halálos áldozatot is követelt, a holttestek azonban sohasem kerültek elő.  
A fivérek így az ápoltak szellemeire kezdenek gyanakodni, ám hogy biztosak legyenek, behatolnak a lezárt épületbe, ahol találkozna egy halálra rémült tinipárral; Gavinnel és Katherine-nal, akik azt állítják, láttak néhány szellemet, Gavint pedig az egyik még meg is csókolta. Hirtelen egy kísértet Katet egy cellába rántja, majd fülébe súgva a "137"-es számot, elengedi. Dean elindul megkeresni a 137-es szobát, Sam pedig a kijárathoz vezeti a két fiatalt, itt azonban rádöbbennek, hogy az ajtók bezárultak, az ablakokon lévő rácsok miatt pedig nem tudnak kijutni. Sam segélykérő hívást kap bátyjától, így fegyvert adván Gavinéknek, az alagsorba indul, néhány perc múlva azonban Dean tűnik fel a kijáratnál, ám rögtön vissza is indul, ugyanis állítása szerint semmiféle üzenetet nem küldött öccsének.  
Az alagsorban végül összetalálkozik öccsével, és elárulja neki, hogy az itt talált akták alapján dr. Sanford Ellicott, a főorvos saját betegein kísérletezett egy szerrel, ami fokozza a haragot, csakhogy azok a feszültség miatt fellázadtak, és végeztek a doktorral. A fivérek rátalálnak Ellicott titkos szobájára, annak belül az orvos maradványaira, azonban ekkor Sam Dean ellen fordul, és meglövi kősóval. Dean ekkor érti meg, hogy Ellicott szelleme öccsét is elkapta, és agresszívvá változtatta. Mikor Sam szidalmazni kezdi bátyját és apjukat, ráadásul pisztolyt is ragad Dean ellen, az leüti őt, majd a megjelenő főorvos szellemén áttörve magát, felgyújtja annak maradványait, így az elporlad, és Sam is újra normális lesz. Az épület kapui kinyílnak, Winchesterék búcsút vesznek az általuk megmentett Gavintől és Kattől, majd autóba ülnek, ahol Sam bocsánatot kér bátyjától, amiért olyan dolgokat mondott róla és apjáról.
Másnap Sam telefoncsörgésre ébred, a vonal végén pedig meglepő hang jelentkezik: John...

## Természetfeletti lények

### Dr. James Ellicott és betegeinek szelleme
Dr. James Ellicott a Roosevelt Elmegyógyintézet vezetője volt, aki titokban páciensein végzett szörnyű kísérleteket: olyan dolgokat próbált ki betegein, melyek fokozták azok haragját.
Csakhogy a betegek ettől az agressziótól fellázadtak, és megölték Ellicottot, akinek szelleme azóta pácienseiével együtt a lezárt épület falai közt kísért. Aki pedig bemerészkedik az épületbe, megőrül; ugyan a beteget szellemei megpróbálják figyelmeztetni az embereket, Ellicott elfogja a behatolókat, és fokozza haragjukat. A férfi kísértetét csupán maradványai felégetésével lehet elpusztítani.

### Szellem
A szellem egy olyan elhunyt ember lelke, ki különös halált halt, és lelke azóta az élők közt kísért, általában egy olyan helyen, mely fontos volt az illetőnek földi életében. Szellemekből sokféle létezik: kopogószellem, bosszúálló szellem, vagy olyan ómen, mely figyelmezteti az embereket egy közelgő veszélyre.

## Időpontok és helyszínek
- 2006. április 6-8. – Rockford, Illinois

## Zenék
- Bachman-Turner Overdrive – Hey You

## Külső hivatkozások
- Supernatural-Asylum az Internet Movie Database oldalon (angolul)